# Baudruche

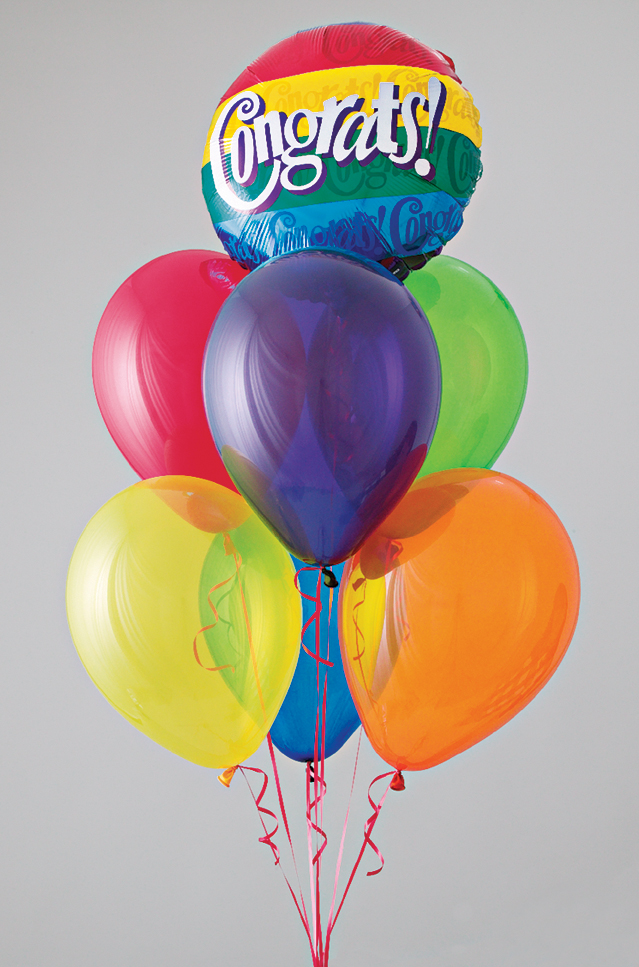
Des ballons de baudruche teintés (bas) et un ballon en nylon métallisé imprimé (haut).

La baudruche est une pellicule extraite de l'intestin de divers animaux (surtout du bœuf et du mouton), et, par analogie, une fine pellicule de caoutchouc. Elle est utilisée pour la fabrication de ballons.
Au XVIIe siècle, elle est utilisée par les batteurs d'or comme membrane de protection et de manipulation dans le processus de fabrication de feuilles d'or.
Du XVIIIe siècle jusqu'au milieu du XIXe siècle, la baudruche animale est également employée comme matériau pour les préservatifs.
La baudruche a longtemps été et reste toujours utilisée pour la fabrication des tampons de clarinette, flûte traversière, hautbois... Montée sur un feutre, elle permet le bouchage de certains trous latéraux percés dans le corps de l'instrument. Elle peut être montée en simple ou double épaisseur. Ses qualités sont la souplesse et le faible bruit de bouchage par rapport à des matériaux comme le cuir ou le liège. Lors des rénovations, les luthiers modernes ont tendance à abandonner ce matériau qui nécessite une bonne technicité de pose à la gomme laque au profit de matériaux comme le cuir plus tolérants aux erreurs de pose.
On attribue l'invention du ballon gonflable en caoutchouc en 1825 au scientifique anglais Michael Faraday dans le cadre de travaux de recherche  sur l'hydrogène  présent dans l'air.